# Dougray Scott
Stephen Dougray Scott (Glenrothes, 25 novembre 1965) è un attore britannico.

## Biografia
Figlio di Elma e dell'attore Alan Scott, suo padre morì quando aveva 12 anni. Lo scozzese studia alla "Royal Welsh College of Music & Drama" di Cardiff. Dopo essersi diplomato, inizia la sua carriera come attore lavorando in produzioni teatrali e televisive del suo paese d'origine. Dopo aver partecipato ad un episodio della serie tv Highlander, comincia a muovere i primi passi nei film che contano, infatti ottiene un piccolissimo ruolo in Deep Impact del 1997. L'anno successivo interpreta il principe Henry in La leggenda di un amore - Cinderella al fianco di Drew Barrymore.
Nel 2000 era stato contattato per portare sul grande schermo il personaggio di Wolverine, ruolo poi andato a Hugh Jackman, dovette rifiutare visto che fu scelto per interpretare il ruolo del malvagio Sean Ambrose in Mission: Impossible 2. Negli anni seguenti prende parte ai film Enigma e Il gioco di Ripley. Dopo che Pierce Brosnan aveva abbandonato il ruolo di James Bond, fu uno dei primi nomi ad essere preso in considerazione per sostituirlo nel ruolo dell'agente segreto per il film Casino Royale, ma in seguito il ruolo fu assegnato a Daniel Craig.
Nel 2004 è uno dei protagonisti della commedia diretta da Simon Shore Cose da fare prima dei 30. Nel 2005 recita al fianco di Jennifer Connelly in Dark Water, remake di un film giapponese del 2002. Ottiene una certa notorietà anche grazie all'interpretazione di Ian Hainsworth nella terza stagione di Desperate Housewives. Nel 2007 è nel cast del film Hitman - L'assassino con Timothy Olyphant, adattamento cinematografico dell'omonimo videogioco.

## Vita privata
È stato sposato dal 2000 al 2005 con la responsabile dei casting Sarah Trevis da cui ha avuto due gemelli, Gabriel e Eden, nati nel 1998.
Nel giugno 2007 si è sposato in Italia, a Pievebovigliana (MC), con l'attrice Claire Forlani con cui ha avuto un figlio, Milo Thomas, nato nel 2014.

## Filmografia

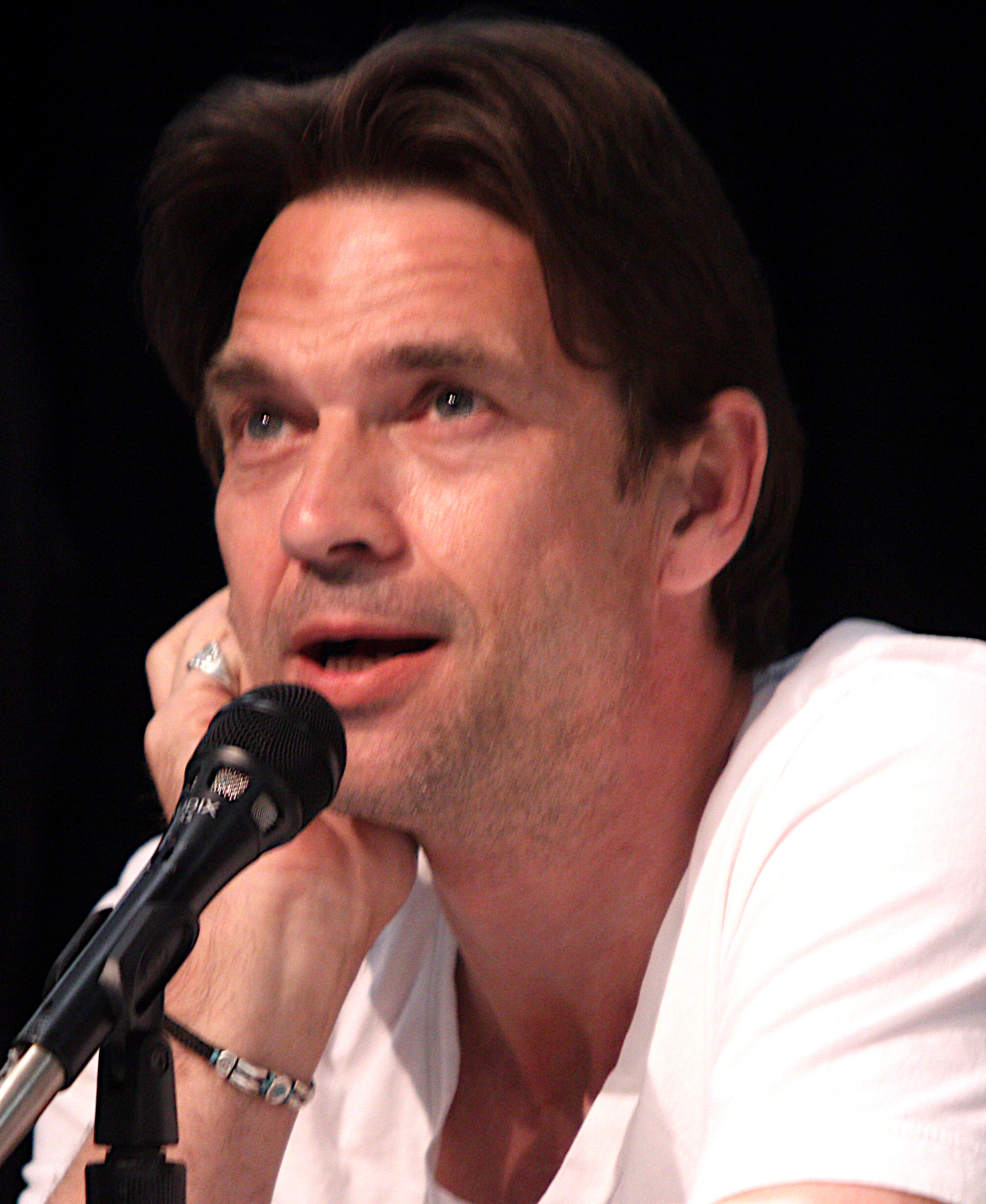
Dougray Scott all'Anaheim WonderCon nel 2013

### Attore

#### Cinema
- The Weak and Wide Astray, regia di Tom Paine – cortometraggio (1992)
- La principessa degli intrighi (Princess Caraboo), regia di Michael Austin (1994)
- Twin Town, regia di Kevin Allen (1997)
- 9 settimane e ½ - La conclusione (Another 9 ½ Weeks), regia di Anne Goursaud (1997)
- Regeneration, regia di Gillies MacKinnon (1997)
- Magic Moments, regia di Saul Metzstein – cortometraggio (1997)
- Deep Impact, regia di Mimi Leder (1998)
- La leggenda di un amore - Cinderella (Ever After), regia di Andy Tennant (1998)
- L'amore dell'anno (This Year's Love), regia di David Kane (1999)
- Gregory's Two Girls, regia di Bill Forsyth (1999)
- Mission: Impossible 2, regia di John Woo (2000)
- Enigma, regia di Michael Apted (2001)
- Il gioco di Ripley (Ripley's Game), regia di Liliana Cavani (2002)
- Uccidere il re (To Kill a King), regia di Mike Barker (2003)
- The Poet, regia di Paul Hills (2003)
- One Last Chance, regia di Stewart Svaasand (2004)
- Cose da fare prima dei 30 (Things to Do Before You're 30), regia di Simon Shore (2005)
- The Truth About Love, regia di John Hay (2005)
- Dark Water, regia di Walter Salles (2005)
- Perfect Creature, regia di Glenn Standring (2006)
- Hitman - L'assassino (Hitman), regia di Xavier Gens (2007)
- Love Me Forever, regia di Åsa Faringer e Ulf Hultberg (2008)
- New Town Killers, regia di Richard Jobson (2008)
- There Be Dragons - Un santo nella tempesta (There Be Dragons), regia di Roland Joffé (2011)
- United, regia di James Strong (2011)
- In cucina niente regole (Love's Kitchen), regia di James Hacking (2011)
- A Thousand Kisses Deep, regia di Dana Lustig (2011)
- Marilyn (My Week with Marilyn), regia di Simon Curtis (2011)
- A Nice Touch, regia di Richard Jones – cortometraggio (2012)
- Death Race 3 - Inferno (Death Race: Inferno), regia di Roel Reiné (2012)
- Last Passenger, regia di Omid Nooshin (2013)
- Huracán Project, regia di Antony Hoffman – cortometraggio (2014)
- Taken 3 - L'ora della verità (Taken 3), regia di Olivier Megaton (2015)
- The Rezort, regia di Steve Barker (2015)
- The Vatican Tapes, regia di Mark Neveldine (2015)
- Tiger House, regia di Thomas Daley (2015)
- London Town, regia di Derrick Borte (2016)
- The Idyll, regia di Justin Anderson – cortometraggio (2016)
- It's Me, Sugar, regia di Sean Foley – cortometraggio (2018)
- Sea Fever, regia di Neasa Hardiman (2019)
- Sulphur and White, regia di Julian Jarrold (2020)
- Exterritorial - Oltre il confine, regia di Christian Zübert (2025)
- Il mio anno ad Oxford (My Oxford Year), regia di Iain Morris (2025)

#### Televisione
- Zorro – serie TV, episodio 1x18 (1990)
- Taggart – serie TV, episodio 7x02 (1992)
- Lovejoy – serie TV, episodi 3x12-3x13 (1992)
- Tell Tale Hearts, regia di Thaddeus O'Sullivan – miniserie TV (1992)
- Stay Lucky – serie TV, 4 episodi (1993)
- Kavanagh QC – serie TV, episodio 1x023 (1995)
- Soldier Soldier – serie TV, 11 episodi (1995)
- Highlander – serie TV, episodio 4x18 (1996)
- The Crow Road, regia di Gavin Millar – miniserie TV (1996)
- The Place of the Dead, regia di Suri Krishnamma – film TV (1997)
- Nel regno delle fate, regia Gary Hurst – film TV (1999) - voce
- Il principe delle favole (Arabian Nights), regia di Steve Barron – miniserie TV (2000)
- The Ten Commandments, regia di Robert Dornhelm – miniserie TV (2006)
- Heist – serie TV, 7 episodi (2006)
- Desperate Housewives – serie TV, 18 episodi (2006-2007)
- Dr. Jekil e Mr. Hyde - Colpevole o innocente? (Dr. Jekil and Mr. Hyde), regia di Paolo Barzman – film TV (2008)
- False Witness, regia di Peter Andrikidis – film TV (2009)
- Father & Son, regia di Brian Kirk – miniserie (2009)
- The Day of the Triffids, regia di Nick Copus – miniserie TV (2009)
- The Quinn-tuplets (The Quinn-tuplets), regia di Mimi Leder – film TV (2010)
- Sinbad – serie TV, episodio 1x11 (2012)
- Hemlock Grove – serie TV, 23 episodi (2013-2014)
- Doctor Who – serie TV, episodio 7x10 (2013)
- Strike Back – serie TV, episodi 4x03-4x04 (2013)
- The Wrong Mans – serie TV, episodi 1x02-1x03 (2013)
- Tiger House, regia di Thomas Daley – film TV (2015)
- Fear the Walking Dead – serie TV, episodi 2x04-2x06 (2016)
- Harley and the Davidsons – miniserie TV, puntata 02 (2016)
- Full Circle – serie TV, 10 episodi (2016)
- Snatch – serie TV, 21 episodi (2017-2018)
- The Replacement, regia di Joe Ahearne – miniserie TV (2017)
- Jamie Johnson – serie TV, episodio 2x10 (2017)
- Urban Myths – serie TV, episodio 2x01 (2018)
- The Woman in White, regia di Carl Tibbetts – miniserie TV (2018)
- Departure – serie TV, 4 episodi (2019)
- Batwoman – serie TV, 35 episodi (2019-2020)
- La costa del crimine (A Town Called Malice) – serie TV, episodi 1x01-1x02 (2023)
- Vigil - Indagine a bordo (Vigil) – serie TV, 5 episodi (2023)

### Doppiatore
- Amagedon, regia di Hyunse Lee (1996) – versione inglese
- Nel regno delle fate (Faeries), regia di Gary Hurst – film TV (1999)
- C'era una volta Gesù (The Miracle Maker), regia di Derek W. Hayes e Stanislav Sokolov – film TV (2000)

## Riconoscimenti
- Nomination ai Blockbuster Entertainment Awards 2001: Miglior cattivo per Mission: Impossible 2

## Doppiatori italiani
Nelle versioni in italiano delle opere in cui ha recitato, Dougray Scott è stato doppiato da:
- Francesco Prando in Uccidere il re, Marilyn, Death Race 3 - Inferno, Vigil - Indagine a bordo, Il mio anno ad Oxford
- Fabio Boccanera in Twin Town, L'amore dell'anno, Dark Water, Desperate Housewives
- Antonio Sanna in Mission: Impossibile 2, Taken 3 - L'ora della verità, Snatch
- Massimo Rossi in Regeneration, In cucina niente regole
- Gino La Monica in Perfect Creature, Hitman - L'assassino
- Massimiliano Manfredi ne La principessa degli intrighi
- Riccardo Niseem Onorato in 9 settimane e ½ - La conclusione
- Roberto Pedicini in La leggenda di un amore - Cinderella
- Luca Ward ne Il principe delle favole
- Paolo Maria Scalondro in Enigma
- Riccardo Rossi ne Il gioco di Ripley
- Germano Basile in Cose da fare prima dei 30
- Enrico Di Troia in The Truth About Love
- Stefano Albertini in There Be Dragons - Un santo nella tempesta
- Oreste Baldini in Doctor Who
- Paolo Marchese in Strike Back
- Claudio Moneta in Hemlock Grove
- Alberto Angrisano in The Vatican Tapes
- Massimo Bitossi in Batwoman
- Stefano Benassi ne La costa del crimine

Da doppiatore è sostituito da:
- Francesco Pezzulli in Nel regno delle fate